# Kanadas damlandslag i basket

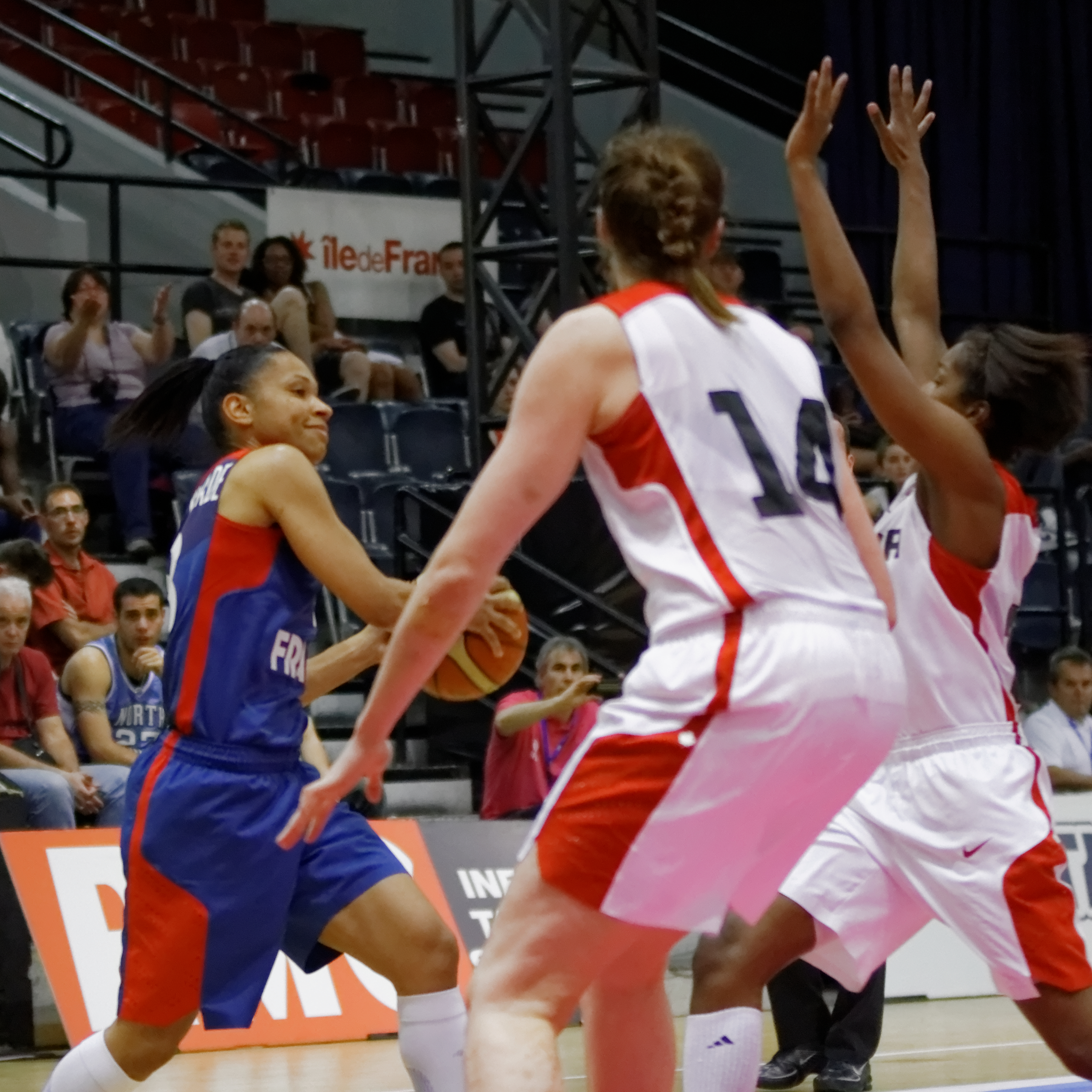
Damlandskampen Frankrike-Kanada 2013.

Kanadas damlandslag i basket (engelska: Canada women's national basketball team, franska: Équipe du Canada de basket-ball féminin) representerar Kanada i basket på damsidan. Laget tog brons i världsmästerskapet 1979. samt 1986.

### Fotnoter
1. ↑  Todor Krastev (19 mars 1979). ”Women Basketball World Championship 1979 Seoul (KOR) - 29.04-14.05 Winner United States” (på engelska). Sport Statistics. Arkiverad från originalet den 6 maj 2009. https://www.webcitation.org/5gZqatMGn?url=http://todor66.com/basketball/World/Women_1979.html. Läst 24 juni 2015.
2. ↑  Todor Krastev (19 mars 1986). ”Women Basketball World Championship 1986 Moskva (URS) - 08-17.08 Winner United States” (på engelska). Sport Statistics. Arkiverad från originalet den 8 maj 2009. https://www.webcitation.org/5gcuj49Nu?url=http://todor66.com/basketball/World/Women_1986.html. Läst 24 juni 2015.